# Monte Boglia
Monte Boglia är ett berg på gränsen mellan Schweiz och Italien. Det ligger i distriktet Lugano och kantonen Ticino, i den sydöstra delen av Schweiz, 160 km sydost om huvudstaden Bern. På italienska sidan ligger det i provinsen Como och regionen Lombardiet. Toppen på Monte Boglia är 1 516 meter över havet, eller 341 meter över den omgivande terrängen Bredden vid basen är 1,9 km. Från Monte Boglia har man utsikt över Luganosjön i söder.
Runt Monte Boglia är det ganska tätbefolkat, med 120 invånare per kvadratkilometer.. Närmaste större samhälle är Lugano, 4,3 km sydväst om Monte Boglia. 
I omgivningarna runt Monte Boglia växer i huvudsak blandskog.